# Седльце
Се́дльце (пол. Siedlce [ˈɕɛdlt͡sɛ], идиш שעדליץ‎ (Шедлиц); русское название времён Царства Польского — Седлец, в дореформенной орфографии писалось через ять — Сѣдлецъ) — город на востоке Польши (Мазовецкое воеводство), расстояние до Варшавы — примерно 90 километров. Седльце является административным центром Седлецкого повята, но не входит в него, обладая статусом городского повята.
Площадь города составляет 32 км². Население превышает 76 тысяч человек (2021).

## История

### В Царстве Польском
В феврале 1846 года дворянин Панталеон Потоцкий с маленьким отрядом повстанцев напал на русский гарнизон и овладел городом. Это была попытка положить начало общенародному восстанию. Панталеон Потоцкий вскоре был захвачен в плен и приговорён к смертной казни через повешение. Казнь произошла на седлецком рынке 17 марта 1846 года. Повстанцы были отправлены в Сибирь.
3 мая 1919 года на месте казни Потоцкого был открыт памятный крест.

## Известные уроженцы
- Белецкий, Евгений Андрианович (1908—1979) — советский альпинист, токарь-лекальщик.
- Боруц, Артур — польский футболист, вратарь английского клуба «Борнмут» и национальной сборной Польши.
- Залевский, Витольд (1921—2009) — польский прозаик, публицист и сценарист.
- Йоделка, Иоанна (род. 1973) — польский прозаик.
- Челомей, Владимир Николаевич — советский учёный в области механики и процессов управления, академик АН СССР, генеральный конструктор ОКБ-52 (ныне «НПО Машиностроения»).
- Яхонтов, Владимир Николаевич — советский артист, актёр, создатель жанра театра одного актера.

## Фотографии города

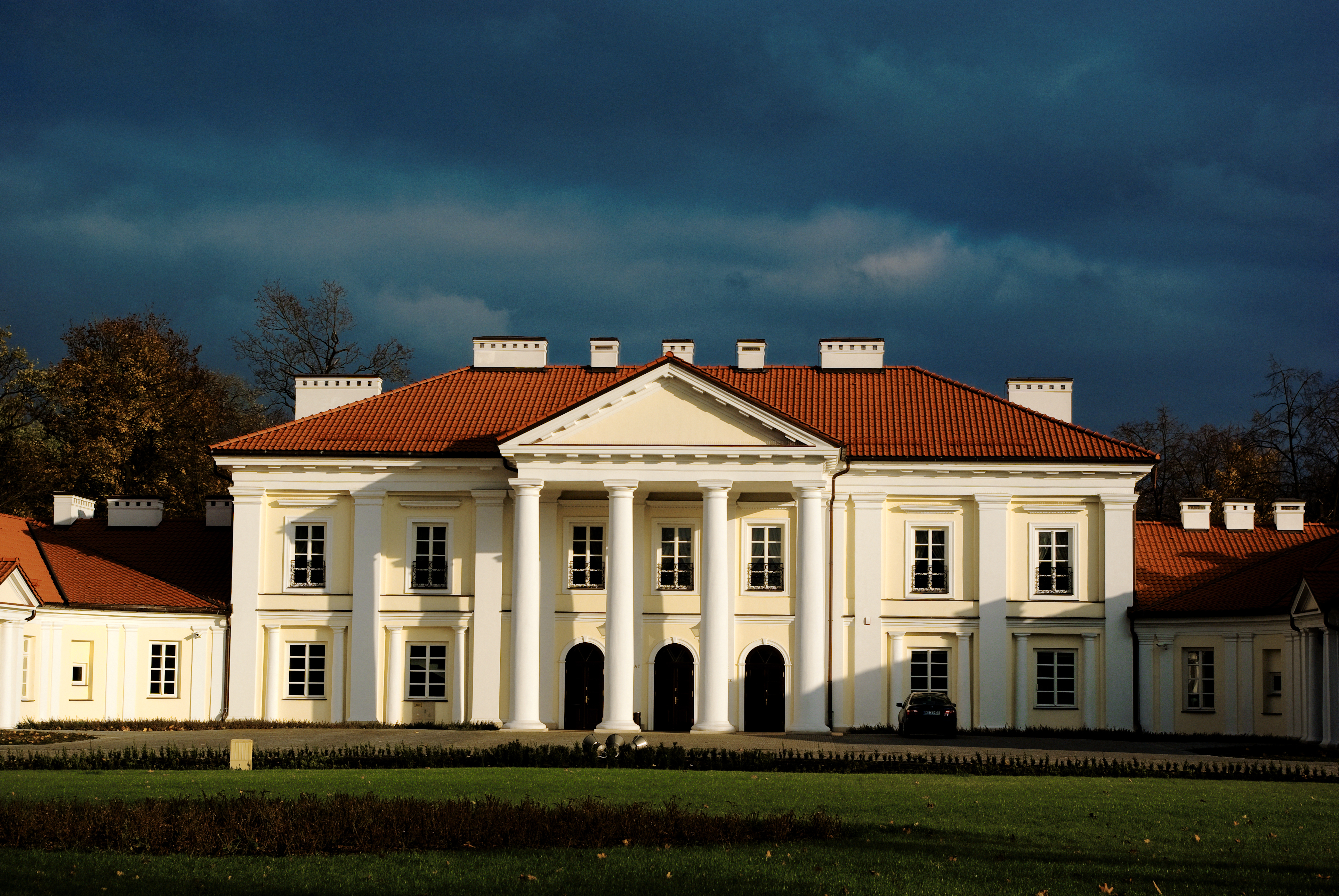
Дворец Огинских в Седльце
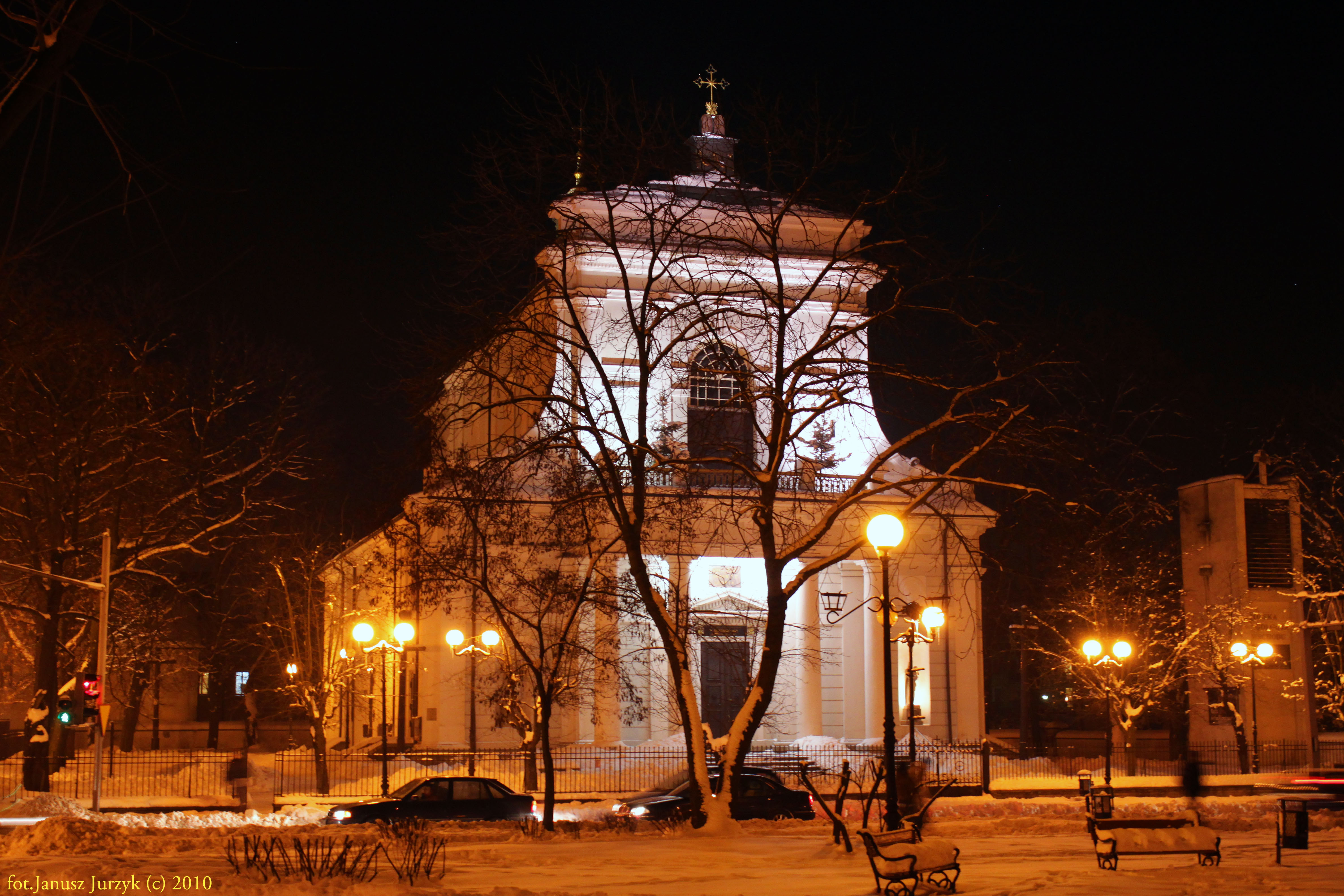
Римско-католическая церковь
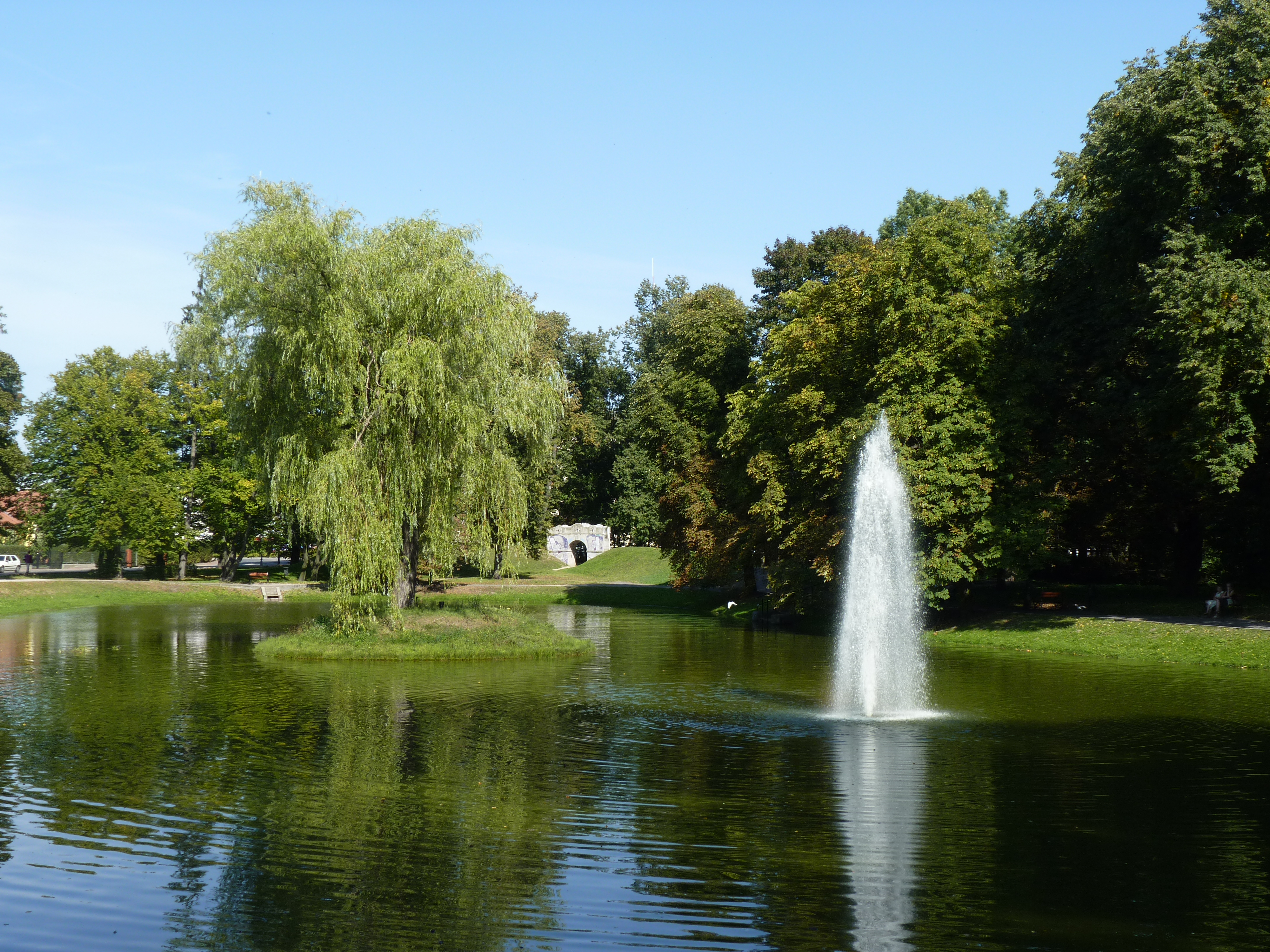
Городской парк
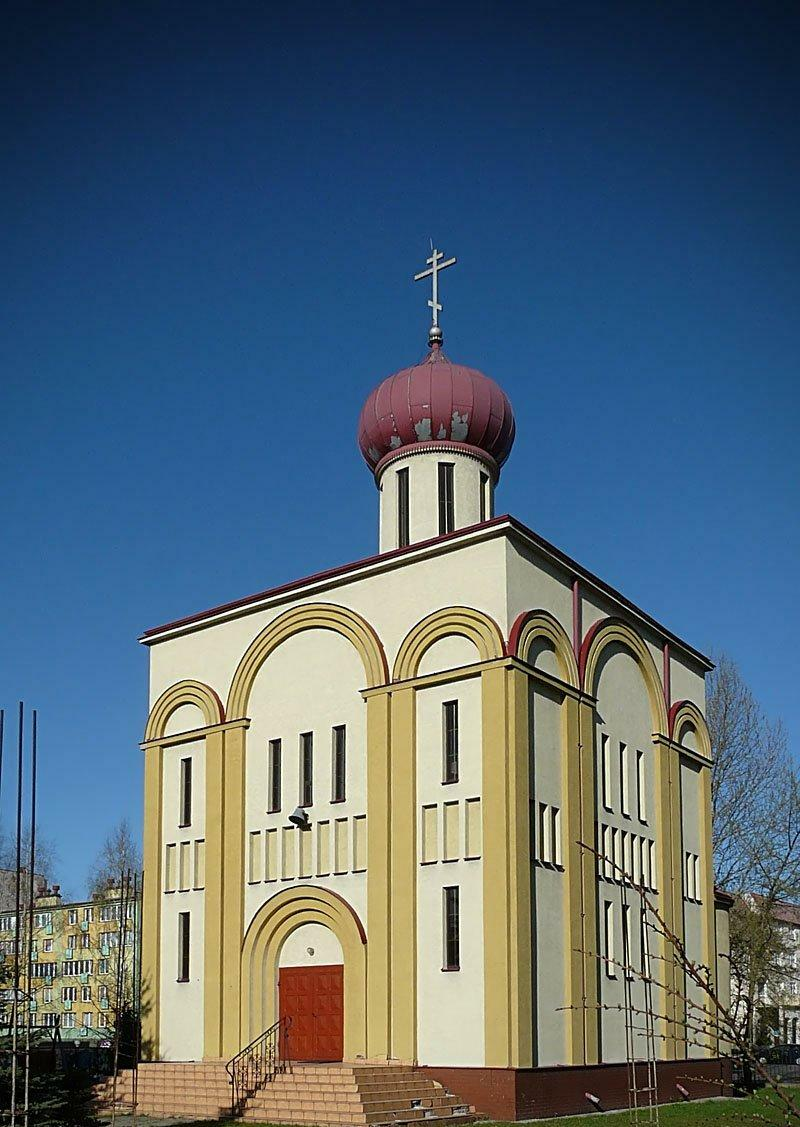
Православная церковь
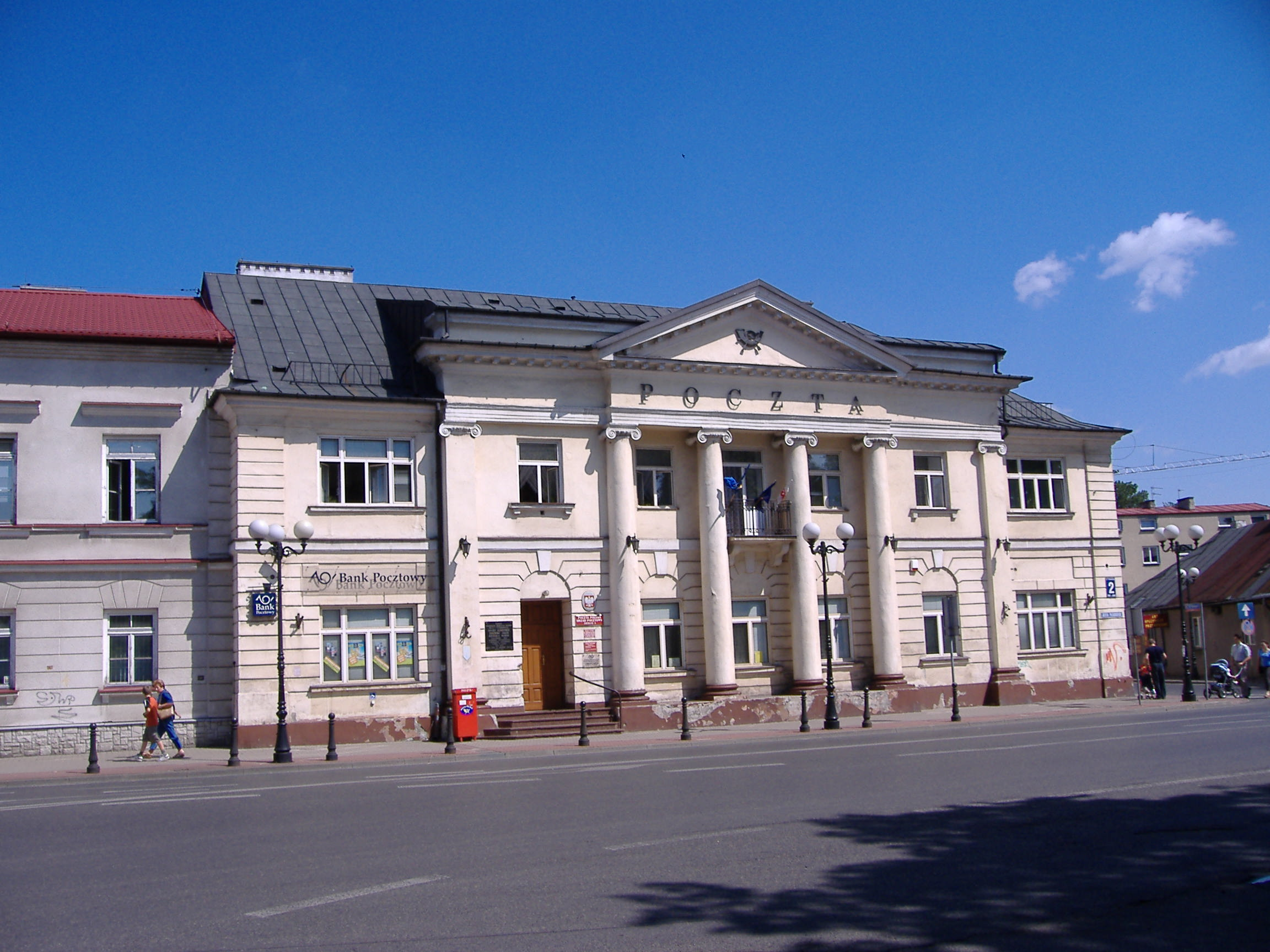
Почта
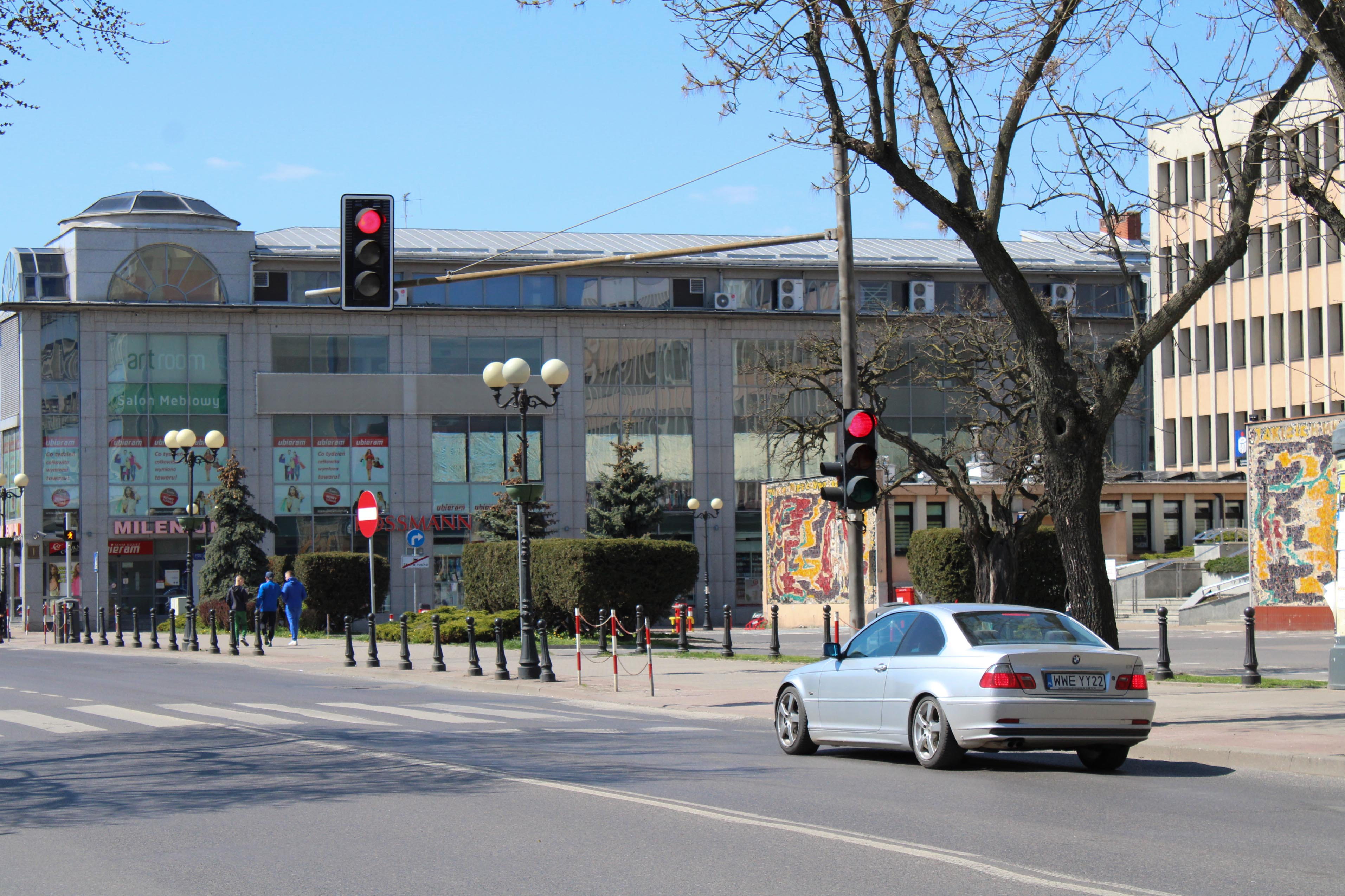
Центр города

## Города-побратимы
- Волковыск (Беларусь)
- Пескантина (Италия)
- Дазинг (Германия)
- Сабинов (Словакия)
- Вильнюсский район (Литва)
- Бердичев (Украина)

В 2022 году из-за вторжения России на Украину город Седльце прекратил сотрудничество с российским городом Киров, которое продолжалось с 2008 по 2022 год.